# Jean Denant
Jean Denant, né en 1979 à Sète est un artiste contemporain français, notamment connu pour ses œuvres dans l'espace public.

## Biographie
Né en 1979 à Sète où il vit et travaille, il est diplômé des Arts Appliqués de Nîmes et de l’école des Beaux-Arts de Toulouse. Son travail mélange plusieurs disciplines telles que la Peinture, le Design, l'Architecture et la Sculpture. Il interroge les matériaux de construction comme sujet, et les gestes laborieux issus de la culture ouvrière,,.
La galerie Anne de Villepoix de Paris a présenté à plusieurs reprises ses sculptures au programme de la FIAC hors les murs, il est actuellement représenté par la galerie Rocio Santa Cruz de Barcelone.
Il se fait connaitre du grand public par son œuvre « La Traversée », installée sur un ancien bunker allemand à Sète en 2014.
En 2016, une variante de cette œuvre intitulée « Mare Nostrum » a été choisie par la Présidence de la République Française comme cadeau diplomatique à Sa Majesté le Roi Mohamed VI en marge de la Cop 22,,
Depuis 2017, cette œuvre est également visible dans la collection permanente de la Fondation Carmignac à Porquerolles.
En 2023, il réalise le 21e pont de la ville de Sète, « Le pont des Arts »,. Un pont routier en béton recouvert d'une double peau en inox poli miroir, inauguré le 1er mars 2024. Il est le lauréat pour la réalisation d'une œuvre d'art qui sera installée dans la nouvelle ligne de métro station Labége la Cadène-gare à Toulouse,

## Œuvres majeures
- « Mappemonde » , 2005 à 2024, carte du monde réalisée à coups d'impacts de marteau dans plusieurs lieux: Macao, Musée de l'homme à Paris, Lycée Lyautey de Casablanca, La Rochelle[1],[15],[16].
- « La Traversée », 2014 à Sète, commande publique et 2017 pour collection permanente de la Fondation Carmignac, pièce d’inox poli miroir représentant la mer Méditerranée[1],[10],[6].
- « Mare Nostrum », 2016, Cop 22 Marrakech , commande publique, cadeau diplomatique au Roi du Maroc, pièce d’inox poli miroir, forme de la Méditerranée[8],[7],[9].
- « L'autre mer », 2017, Marseillan, Sculpture pour la Fondation Liedts-Meesen Zebrastaat 18mx5m inox poli miroir[17].
- « Le Pont des Arts », 2023, Sète, commande publique, matériaux inox et béton[11],[18],[12]

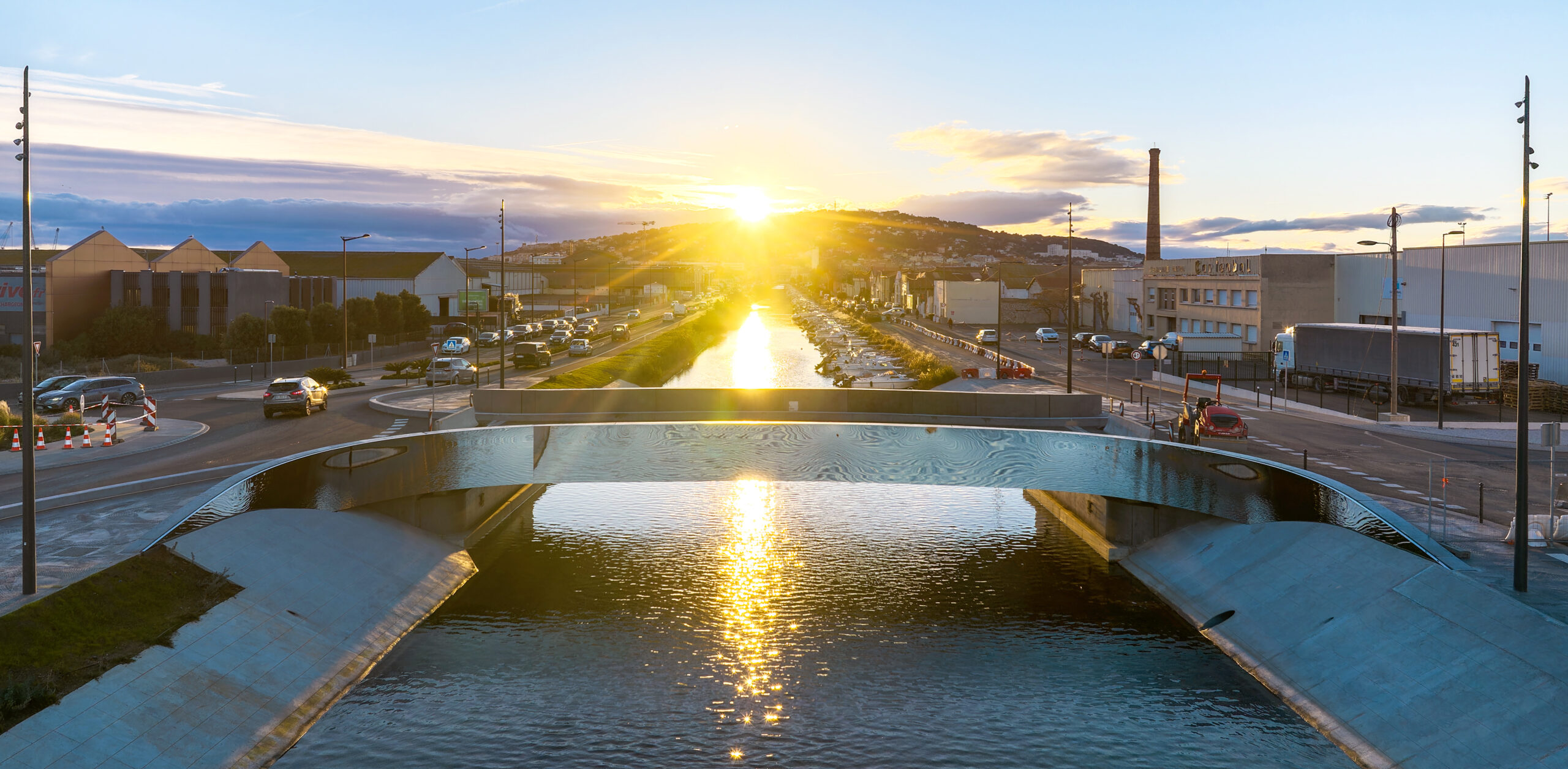
« Pont des Arts » 2023, Sète

## Expositions personnelles (sélection)
- 2005 « Si Proche, Si loin » Chapelle st Louis, Sète.
- 2009 « les vitrines expérimentales » MRAC, Sérignan.
- 2009 « Archéologie Ouvrière » Able Gallery, Berlin.
- 2013 « DRAFT Project Room », Galerie Anne de Villepoix, Paris.
- 2013 « Tous Corps D’État » Centre d’art contemporain Le Portique, Le Havre.
- 2014 « 4A4 » Musée Paul Valery, Sète.
- 2014 « Entre-Temps » Vallon du Villaret, Lozère.
- 2014 « Du temps à l’ouvrage »", Centre d’art contemporain, Lieu commun, Toulouse[19].
- 2014 et 2017 « FIAC Hors les Murs », Galerie Anne de Villepoix, Paris.
- 2015 « Borders », Galerie Anne de Villepoix , Paris.
- 2016 « Rives » Drac LR/MP, Montpellier.
- 2016 « Plan B » Galerie Anne de Villepoix (Moulin Joly) à Paris et Musée Archéologique Henry Prades, Montpellier.
- 2016 « Réminiscence », Galerie cyrille Putman et Galerie Quatre, Arles.
- 2017 « La Travesia », Galerie Rocio Santa Cruz, Barcelone 2017.
- 2017 « Contemporary Art Brussels », solo show, Galerie Anne de Villepoix, Bruxelles.
- 2019 « FIAC Project », Galerie Anne de Villepoix, Petit palais, Paris.
- 2019 à 2023  « Arco Madrid » Galerie Rocio Santa Cruz.
- 2022  « États limites », Galerie Rocio Santa Cruz, Barcelona gallery weekend, .

## Collections publiques et privées
- Fondation Carmignac
- Fondation Villa Casas
- Fondation Liedts-Meesen - Zebrastraat
- Fondation Villa Datris
- FRAC Languedoc Roussillon
- Musée Paul Valery
- Parc naturel régional du haut Languedoc
- Ville de Montpellier
- Ville d'Annecy
- Ville de Sète
- Royaume du Maroc
- Royaume de Belgique

## Ouvrages
- Monographie de Jean Denant par Edition Analogues, Arles, Les presses du réel, 2016, 181 pages,  (ISBN 978-2-35864-099-2)[1]
- « Jean Denant - L'autre mer », édition Lannoo, 2018, 124p,  (ISBN 9789401452571)[17]